# Прајсвил (Алабама)
Прајсвил (енгл. Priceville) град је у америчкој савезној држави Алабама. По попису становништва из 2010. у њему је живело 2.658 становника.

## Демографија
Према попису становништва из 2010. у граду је живело 2.658 становника, што је 1.027 (63,0%) становника више него 2000. године.
| Група             | 2000.         | 2010.         |
| Белци             | 1.549 (95,0%) | 2.473 (93,0%) |
| Афроамериканци    | 37 (2,3%)     | 51 (1,9%)     |
| Азијати           | 3 (0,2%)      | 26 (1,0%)     |
| Хиспаноамериканци | 20 (1,2%)     | 59 (2,2%)     |
| Укупно            | 1.631         | 2.658         |